# Tradicionalistas y Renovación Española

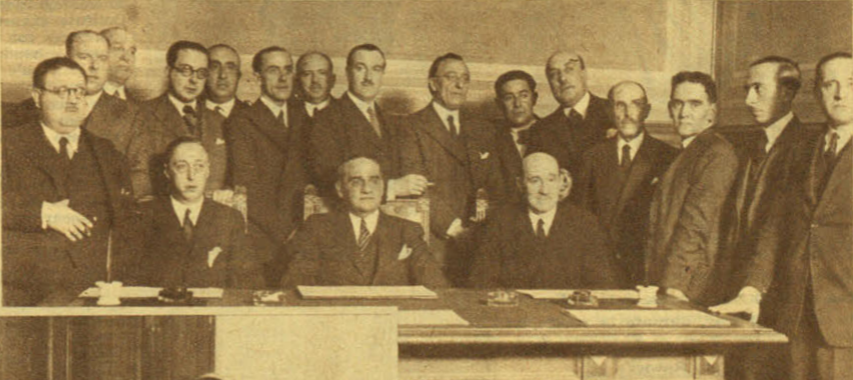
Constitución de la oficina electoral denominada Tradicionalistas y Renovación Española (TYRE). Sentado en el centro Antonio Goicoechea, flanqueado por el conde de Rodezno y Víctor Pradera. Detrás, entre otros, el conde de Vallellano y Ramiro de Maeztu. A la izquierda de la fotografía, Pedro Sainz Rodríguez.

Tradicionalistas y Renovación Española (TYRE) fue un centro electoral creado en marzo de 1933 por dos partidos españoles de ideología monárquica antiliberal y antimarxista: la Comunión Tradicionalista y Renovación Española. Ambos se oponían al régimen de la Segunda República Española, al que acusaban de realizar una política laicista y de atentar contra la propiedad privada, si bien diferían en la cuestión dinástica, pues la Comunión Tradicionalista era encabezada por el propio Alfonso Carlos de Borbón y Austria-Este, pretendiente de la dinastía carlista, mientras que Renovación Española, fundada por Antonio Goicoechea en enero de 1933, propugnaba el retorno a la monarquía en la depuesta dinastía alfonsina.
Algunos sectores carlistas como el llamado Núcleo de la Lealtad, agrupado alrededor del periódico El Cruzado Español, se mostraron abiertamente contrarios a esta coalición desde su creación. Por ejemplo, la Agrupación de Estudiantes Tradicionalistas de Pamplona, en su revista, definía a Renovación Española como «refugio de caciques y escombros de la monarquía alfonsina».
A diferencia del carlismo, Renovación Española nunca fue un partido de masas. Sin embargo, logró ejercer una gran influencia en el ejército, los medios financieros y los demás partidos de derecha, sectores con los que los carlistas estaban históricamente enemistados. A partir de 1934, especialmente tras la designación de Manuel Fal Conde como secretario general de la Comunión Tradicionalista, las relaciones entre carlistas y alfonsinos se deterioraron.
Los candidatos de TYRE se presentaron en las elecciones generales de 1933 integrados en diversas listas de la coalición de derechas y obtuvieron 36 escaños (21 tradicionalistas y 15 de RE). Aunque Don Alfonso Carlos la prohibió después de las elecciones, la oficina electoral volvió a activarse para la convocatoria de febrero de 1936.
La colaboración entre ambos partidos también se llevó a cabo a nivel conspirativo contra la República: en marzo de 1934, una delegación de la Comunión Tradicionalista y Renovación Española acudió a Roma para solicitar de las autoridades fascistas de Italia armas y ayuda técnica.